# Knoll Open
Il Knoll Open è un torneo professionistico di tennis giocato su campi in terra rossa. Fa parte dell'ITF Women's Circuit. Si gioca annualmente a Bad Saulgau in Germania.

## Albo d'oro

### Singolare
| Anno | Campionessa          | Finalista                | Punteggio     |
| ---- | -------------------- | ------------------------ | ------------- |
| 2011 | Ioana Raluca Olaru   | Tatjana Maria            | 3–6, 6–3, 7–5 |
| 2012 | Mervana Jugić-Salkić | Carina Witthöft          | 6–2, 6–4      |
| 2013 | Réka-Luca Jani       | Patricia Mayr-Achleitner | 7–6(4), 6–3   |

### Doppio
| Anno | Campionesse                               | Finaliste                             | Punteggio            |
| ---- | ----------------------------------------- | ------------------------------------- | -------------------- |
| 2011 | Maria Abramović Nicole Clerico            | Catalina Castaño Mariana Duque        | 6–3, 5–7, [10–7]     |
| 2012 | Rocío de la Torre-Sánchez Nicole Rottmann | Anastasija Pivovarova Laura Thorpe    | 7–5, 6–1             |
| 2013 | Laura-Ioana Andrei Elena Bogdan           | Barbora Krejčíková Kateřina Siniaková | 6(11)–7, 6–4, [10–8] |